# Garin (España)
Garin es un barrio español del municipio de Beasáin, perteneciente a la provincia de Guipúzcoa, en la comunidad autónoma del País Vasco.

## Historia

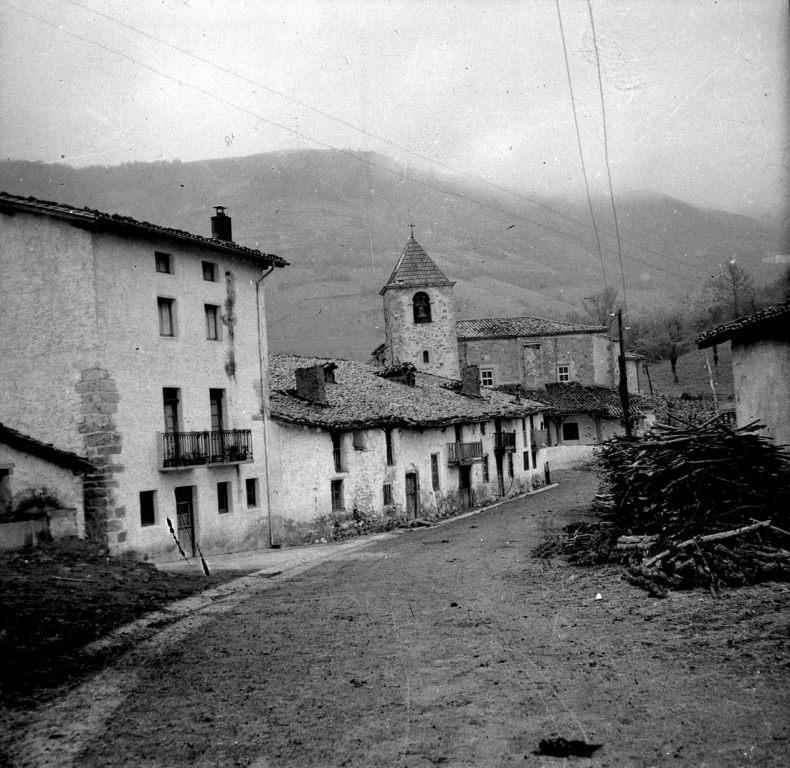
El barrio de Garin, en una fotografía tomada por Indalecio Ojanguren en 1960

Hacia mediados del siglo XIX, el lugar, ya por entonces referido como un barrio de Beasáin, tenía contabilizada una población de 144 habitantes. Aparece descrito en el octavo volumen del Diccionario geográfico-estadístico-histórico de España y sus posesiones de Ultramar de Pascual Madoz con las siguientes palabras:

GARIN: barrio en la prov. de Guipúzcoa, part. jud. de Tolosa (3 1/2 leg.), térm. jurisd. de Beasain (1). sit. en parage costanero, con clima saludable: tiene 7 caserios y la casa vicarial, una igl. parr. (San Sebastian) servida por un vicario; cementerio muy reducido y algunos manantiales de buenas aguas. El terreno es en general arcilloso, le baña un arroyuelo que se confunde luego con el r. que atraviesa por Arriaran: los montes son de propiedad particular de los caserios, y crian castaños, nogales, robles, hayas manzanos, cerezos y otros árboles frutales. Los caminos son locales. prod.: trigo, maiz y habichuelas: cria ganado vacuno y lanar, y caza de liebres y perdices. pobl.: 22 vec., 144 alm. contr. con Beasain. (V.)
(Madoz, 1847, p. 317)

En 2022, la entidad singular de población tenía empadronados dieciséis habitantes y el núcleo de población, once.

## Cultura

### Patrimonio material

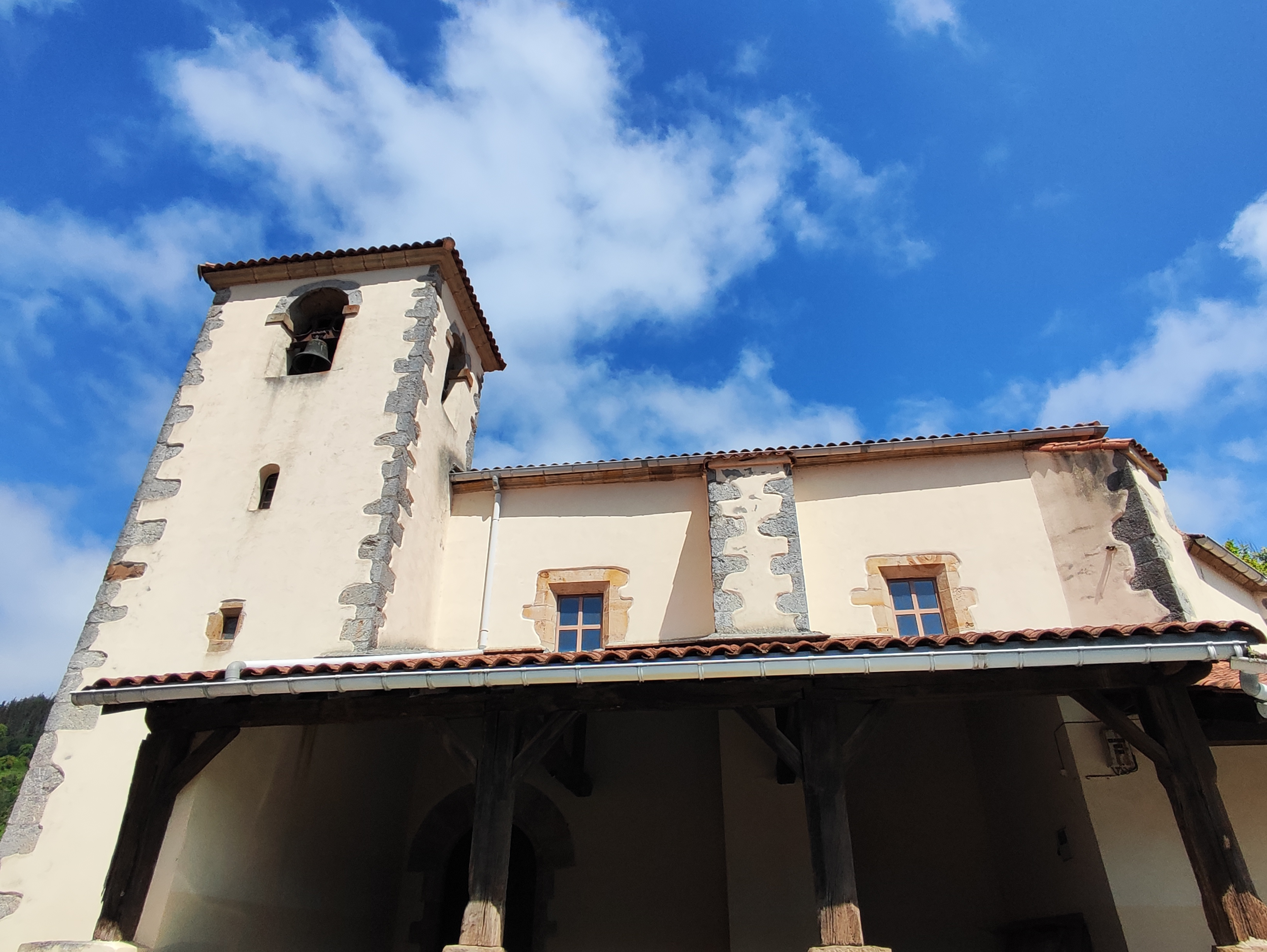
Iglesia de San Sebastián

Hay en el barrio una iglesia de San Sebastián.
- Caserío Bazterretxe. En él vivió Plazida Insausti, la persona más longeva en el País Vasco hasta 2007.[4]
- Caserío Bekona.
- Caserío Bide Gain.
- Caserío Erdikoetxe.
- Dolmen Larrarteko.
- Caserío Garin Arrese.

### Patrimonio inmaterial
Las fiestas se celebran el fin de semana más cercano al 20 de enero, festividad de San Sebastián.